# Вабассо (Флорида)
Вабассо (англ. Wabasso) — переписна місцевість (CDP) в США, в окрузі Індіан-Рівер штату Флорида. Населення — 1627 осіб (2020).

## Географія
Вабассо розташоване за координатами 27°44′52″ пн. ш. 80°26′11″ зх. д. / 27.74778° пн. ш. 80.43639° зх. д. (27.747716, -80.436275).  За даними Бюро перепису населення США в 2010 році переписна місцевість мала площу 6,34 км², уся площа — суходіл.

## Демографія
Згідно з переписом 2010 року, у переписній місцевості мешкало 609 осіб у 289 домогосподарствах у складі 161 родини. Густота населення становила 96 осіб/км².  Було 379 помешкань (60/км²).
Расовий склад населення:
| - 91,1 % — білих - 5,7 % — чорних або афроамериканців - 0,2 % — корінних американців - 0,2 % — азіатів - 2,1 % — осіб інших рас |

До двох чи більше рас належало 0,7 %. Частка іспаномовних становила 4,4 % від усіх жителів.
За віковим діапазоном населення розподілялося таким чином: 12,6 % — особи молодші 18 років, 64,1 % — особи у віці 18—64 років, 23,3 % — особи у віці 65 років та старші. Медіана віку мешканця становила 52,0 року. На 100 осіб жіночої статі у переписній місцевості припадало 112,9 чоловіків;  на 100 жінок у віці від 18 років та старших — 115,4 чоловіків також старших 18 років.
За межею бідності перебувало 4,5 % осіб, у тому числі 0,0 % дітей у віці до 18 років та 0,0 % осіб у віці 65 років та старших.
Цивільне працевлаштоване населення становило 185 осіб. Основні галузі зайнятості: освіта, охорона здоров'я та соціальна допомога — 36,8 %, науковці, спеціалісти, менеджери — 22,2 %, роздрібна торгівля — 14,6 %, мистецтво, розваги та відпочинок — 9,7 %.